# Colonia Agrícola Monte Algaida
La Colonia Agrícola Monte Algaida, conocida también como La Algaida, es un núcleo de población y de explotación agrícola de la ciudad española de Sanlúcar de Barrameda, en Andalucía.

## Historia
El topónimo de Algaida es de origen árabe: en esta lengua, quiere decir el bosque. Hay otros lugares  con el nombre de Algaida como una localidad en la isla de Mallorca y un pinar homónimo en Puerto Real.
La colonia fue creada como consecuencia de la aplicación de la Ley de Colonización y Repoblación interior de 30 de agosto de 1907. Tras la solicitud del Ayuntamiento de Sanlúcar en 1908, la Colonia fue inaugurada oficialmente en 1914, bajo el reinado de S.M. Alfonso XII, después de haberse salvado el obstáculo administrativo que suponía que La Algaida estuviera catalogada como monte de utilidad pública, mediante la aprobación ad hoc de una ley especial, sancionada el 27 de diciembre de 1910. La creación de colonias interiores fue una de las consecuencias que sufrió Andalucía tras el Desastre del 98, que le supuso a España la pérdida total de sus colonias de ultramar. Es la única colonia que sobrevive de las dieciocho que se llegaron a crear en España al amparo de aquella Ley de Colonización y Repoblación.
En la Colonia, se cultivaba fundamentalmente patatas, tomates, coliflores y demás hortalizas propias de los navazos. Hoy en día se dedica sobre todo a la floricultura, se ha extendido mucho el cultivo del boniato, aparte del cultivo de zanahorias, remolachas y patatas, estas últimas muy apreciadas dentro y fuera de la ciudad y conocidas como papas de Sanlúcar. En los últimos años ha proliferado extraordinariamente el cultivo bajo plástico. Los invernaderos de la Colonia se dedican fundamentalmente a la floricultura. Además destaca una iniciativa de reproducción y conservación de aves esteparias único en el mundo. (destacando también la cría de flamencos<REF>La increíble historia de Currito<REF>